# Transitievergoeding
Een transitievergoeding is in het Nederlands recht een met de Wet werk en zekerheid ingevoerde financiële standaardcompensatie die de werkgever betaalt aan de werknemer bij ontslag. De transitievergoeding is opgenomen in artikel 7:673 van het Burgerlijk Wetboek. In het dagelijks taalgebruik wordt deze ontslagvergoeding aangeduid met de term gouden handdruk.

## Doel
De transitievergoeding heeft tot doel de werknemer te compenseren voor ontslag en de transitie naar een nieuwe baan te vergemakkelijken. De transitievergoeding is in de regel verschuldigd bij ontslag of het niet voortzetten van een arbeidsovereenkomst voor bepaalde tijd op initiatief van de werkgever.

## Compensatieregeling transitievergoeding
Met de inwerkingtreding van de Wet arbeidsmarkt in balans (WAB) kunnen werkgevers in Nederland vanaf 1 april 2020 gebruik maken van de compensatieregeling transitievergoeding langdurige arbeidsongeschiktheid (kortweg: compensatieregeling transitievergoeding of CRTV). Het is een regeling uit de WAB die het voor werkgevers mogelijk maakt als na beëindiging van de arbeidsovereenkomst in verband met langdurige arbeidsongeschiktheid van de werknemer een (transitie)vergoeding is betaald, bij het UWV een verzoek in te dienen voor compensatie. Dit kan ook met terugwerkende kracht bij dienstverbanden die zijn geëindigd vanaf 1 juli 2015. Op 1 april 2020 is de regeling in werking getreden.

## Voorwaarden transitievergoeding

### Initiatief
Bij de transitievergoeding ligt het initiatief tot het ontslag of het niet voortzetten van een arbeidsovereenkomst meestal bij de werkgever. Zo is de transitievergoeding verschuldigd indien de arbeidsovereenkomst door de werkgever niet wordt verlengd, wordt opgezegd, of op initiatief van de werkgever wordt ontbonden. 
Als een arbeidsovereenkomst op initiatief van de werknemer niet wordt verlengd, wordt opgezegd, of op initiatief van de werknemer wordt ontbonden is de werkgever in principe geen transitievergoeding verschuldigd, tenzij de werkgever ernstig verwijtbaar heeft gehandeld en/of nagelaten.
Als partijen met wederzijds goedvinden de arbeidsovereenkomst beëindigen, is de transitievergoeding niet verschuldigd op grond van de wet. In een dergelijk geval bepalen partijen namelijk zelf onder welke voorwaarden de arbeidsovereenkomst eindigt en worden die onderlinge afspraken in een overeenkomst vastgelegd. Deze overeenkomst wordt aangeduid als een vaststellingsovereenkomst (ook wel afgekort tot "VSO") of beëindigingsovereenkomst. De wetgever ging er bij invoering vanuit dat de transitievergoeding in de onderhandeling tussen partijen doorgaans de ondergrens vormt in een dergelijke ontslagregeling. Dit lijkt in de praktijk ook het geval.

### Slapende dienstverbanden
Het recht op een transitievergoeding werd door werkgevers onrechtvaardig geacht in het geval van beëindiging van een arbeidsovereenkomst wegens langdurige arbeidsongeschiktheid, omdat een werknemer in beginsel ook al recht heeft op 104 weken (gedeeltelijke) loondoorbetaling tijdens ziekte. Tot invoering van de WWZ had een langdurig arbeidsongeschikte werknemer dan ook in beginsel geen recht op een ontslagvergoeding. 
Met invoering van de WWZ ontstond dan ook de praktijk van het 'slapende dienstverband'. Dit betekende concreet dat de loondoorbetalingsverplichting tijdens ziekte was geëindigd en de werknemer niet meer werkte, maar het dienstverband niet werd beëindigd. 
In zijn uitspraak van 8 november 2019 heeft de Hoge Raad hieraan een einde gemaakt. In de Xella-uitspraak van die datum heeft de Hoge Raad geoordeeld dat een werkgever op grond van het goed werkgeverschap onder omstandigheden verplicht is om in te stemmen met een voorstel van de werknemer tot beëindiging van een slapend dienstverband, onder toekenning van een vergoeding aan de werknemer ter hoogte van het bedrag dat de werkgever kan verhalen op het UWV op grond van de Wet compensatie transitievergoeding.

## Gedeeltelijke beëindiging met pro rato transitievergoeding
Bij gedeeltelijke beëindiging van de arbeidsovereenkomst kan een werknemer ook. recht hebben op een gedeeltelijke transitievergoeding. Dat blijkt niet uit de wettekst van artikel 7:673 BW, maar is door de Hoge Raad geoordeeld in de Kolom-uitspraak. Volgens de Hoge Raad is voor zo'n gedeeltelijke transitievergoeding vereist dat partijen door omstandigheden gedwongen overgaan tot een substantiële en structurele vermindering van de arbeidstijd van de werknemer. Daarbij valt te denken aan het noodzakelijkerwijs gedeeltelijk vervallen van arbeidsplaatsen in een reorganisatie, of blijvende gedeeltelijke arbeidsongeschiktheid van de werknemer.
Geen recht op een gedeeltelijke transitievergoeding ontstaat bij een substantiële en structurele loonsvermindering. Het moet gaan om een urenvermindering.

## Uitzonderingen op de transitievergoeding
In de volgende gevallen bestaat geen recht op een transitievergoeding:
- De werknemer heeft de AOW-gerechtigde leeftijd bereikt;[16]
- De werkgever verkeert in staat van surseance of faillissement;
- De werknemer is jonger dan 18 jaar en werkt maximaal 12 uur per week;[17]
- Het einde van de arbeidsovereenkomst is het gevolg van ernstig verwijtbaar handelen of nalaten van de werknemer.[18]

### Ernstig verwijtbaar handelen of nalaten
Het criterium van ernstig verwijtbaar handelen of nalaten is een open norm. Voorbeelden van dergelijk handelen die in de parlementaire geschiedenis worden genoemd, zijn:
- diefstal, verduistering, bedrog of andere misdrijven, waardoor de werknemer het vertrouwen van de werkgever onwaardig wordt;
- in strijd met eigen in de praktijk toegepaste en voor de werknemer kenbare gedragsregels van de organisatie van de werkgever, geld leent uit de bedrijfskas en zulks leidt tot een vertrouwensbreuk;
- het herhaaldelijk, ook na toepassing van een loonopschorting, niet naleven van controlevoorschriften bij ziekte zonder gegronde reden;
- de situatie waarin de werknemer veelvuldig en zonder gegronde reden te laat op het werk verschijnt en daarmee de bedrijfsvoering belemmert, ook na aangesproken te zijn;
- het ernstig beschamen van het vertrouwen van de werkgever, door het op oneigenlijke wijze gunstiger voorstellen van productiecijfers.

### Een (gedeeltelijke) transitievergoeding bij ernstig verwijtbaar handelen (het "luizengaatje")
Als sprake is van ernstig verwijtbaar handelen of nalaten kan de rechter onder omstandigheden toch een (gedeeltelijke) transitievergoeding toekennen, als het niet toekennen ervan naar maatstaven van redelijkheid en billijkheid onaanvaardbaar is. Dit is volgens de Hoge Raad een "alle omstandigheden van het geval-toets".

## Hoogte
De transitievergoeding bedraagt per jaar dat de arbeidsovereenkomst heeft geduurd een derde bruto maandsalaris. De berekening van de hoogte van de transitievergoeding over overige delen van het dienstverband geschiedt naar rato. De maximumtransitievergoeding in 2025 is € 98.000,- bruto, of een heel jaarsalaris indien het jaarinkomen hoger was dan € 98.000,- bruto.

### Looncomponenten
Bij de berekening van de transitievergoeding moeten verschillende looncomponenten worden betrokken, waaronder het brutoloon, variabel loon, vakantiegeld, een vaste eindejaarsuitkering, overwerkvergoeding, ploegentoeslag of provisie.

### Rekenvoorbeeld
De hoogte van de transitievergoeding kan aan de hand van het volgende voorbeeld berekend worden. Een werknemer met een bruto maandsalaris van € 3.000,- van wie de arbeidsovereenkomst wordt beëindigd na 15 jaar dienstverband heeft recht op een transitievergoeding. Over de gehele duur van het dienstverband wordt een transitievergoeding betaald van 1/3 maandsalaris per dienstjaar. De totale verschuldigde transitievergoeding is: 15 × (1/3 x 3.000) = € 15.000,- bruto. 

### Berekening naar rato
Bij de berekening van de transitievergoeding is de eerste stap om deze te berekenen over de hele dienstjaren. Voor de resterende duur van de arbeidsovereenkomst en voor arbeidsovereenkomsten die korter dan een jaar duren, wordt de transitievergoeding naar rato berekend. Daarvoor kan de volgende formule worden gehanteerd:
- Transitievergoeding = (bruto salaris/bruto maandsalaris) × (1/3 bruto maandsalaris / 12)

## Aftrekposten
Kosten van bijvoorbeeld outplacement of scholing kunnen worden afgetrokken van de transitievergoeding, evenals kosten die de werkgever heeft, omdat een langere opzegtermijn wordt gehanteerd en de werknemer gedurende deze periode is vrijgesteld van werk. Deze kosten moeten zijn gemaakt met het oog op het ontslag en in overleg met de werknemer.
Heeft de werkgever tijdens de arbeidsovereenkomst kosten gemaakt om de inzetbaarheid van de werknemer buiten de organisatie te bevorderen? Dan kunnen ook deze kosten in overleg met de werknemer in mindering worden gebracht.
Voor het in mindering kunnen brengen van kosten op de transitievergoeding gelden de volgende voorwaarden:
- De werkgever heeft de kosten gespecificeerd en de werknemer hierover geïnformeerd.
- De werknemer stemt vooraf schriftelijk in met het in mindering brengen van de kosten op de transitievergoeding.
- De kosten zijn gemaakt door de werkgever zelf.
- De kosten zijn gemaakt ten behoeve van de werknemer.
- Loonkosten mogen niet in mindering worden gebracht.
- Dit is anders als de werknemer en de werkgever een langere opzegtermijn afspreken en de werknemer in deze periode is vrijgesteld van werk. De kosten staan in een redelijke verhouding tot het doel waarvoor de zijn gemaakt.
- De kosten komen in mindering op dat deel van de transitievergoeding dat is opgebouwd in de periode waarin de kosten zijn gemaakt of hierna.
- De kosten kunnen niet elders door de werkgever worden gedeclareerd.
- De kosten kunnen niet op de werknemer worden verhaald via bijvoorbeeld een studiekostenbeding.